# سن پیترو ال ناتیسونه
سن پیترو ال ناتیسونه (به ایتالیایی: San Pietro al Natisone) یک کومونه در ایتالیا است که در استان اودینه واقع شده‌است.

## خصوصیات
سن پیترو ال ناتیسونه ۲۴٫۱ کیلومترمربع مساحت و ۲٬۲۲۹ نفر جمعیت دارد و ۱۷۵ متر بالاتر از سطح دریا واقع شده‌است.

## خواهرخوانده
شهر سمبرو ویل خواهرخواندهٔ سن پیترو ال ناتیسونه هست.

## نگارخانه

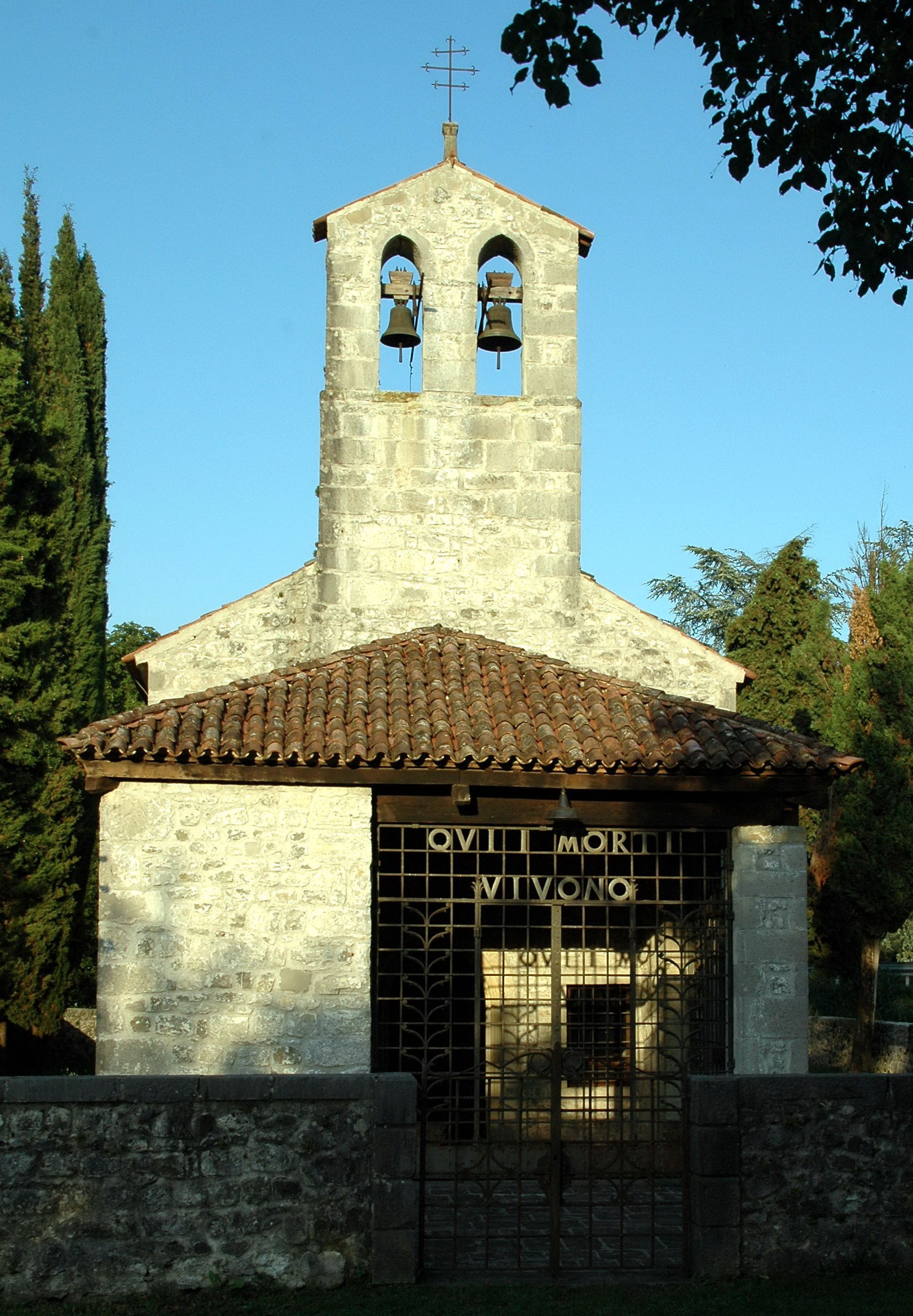
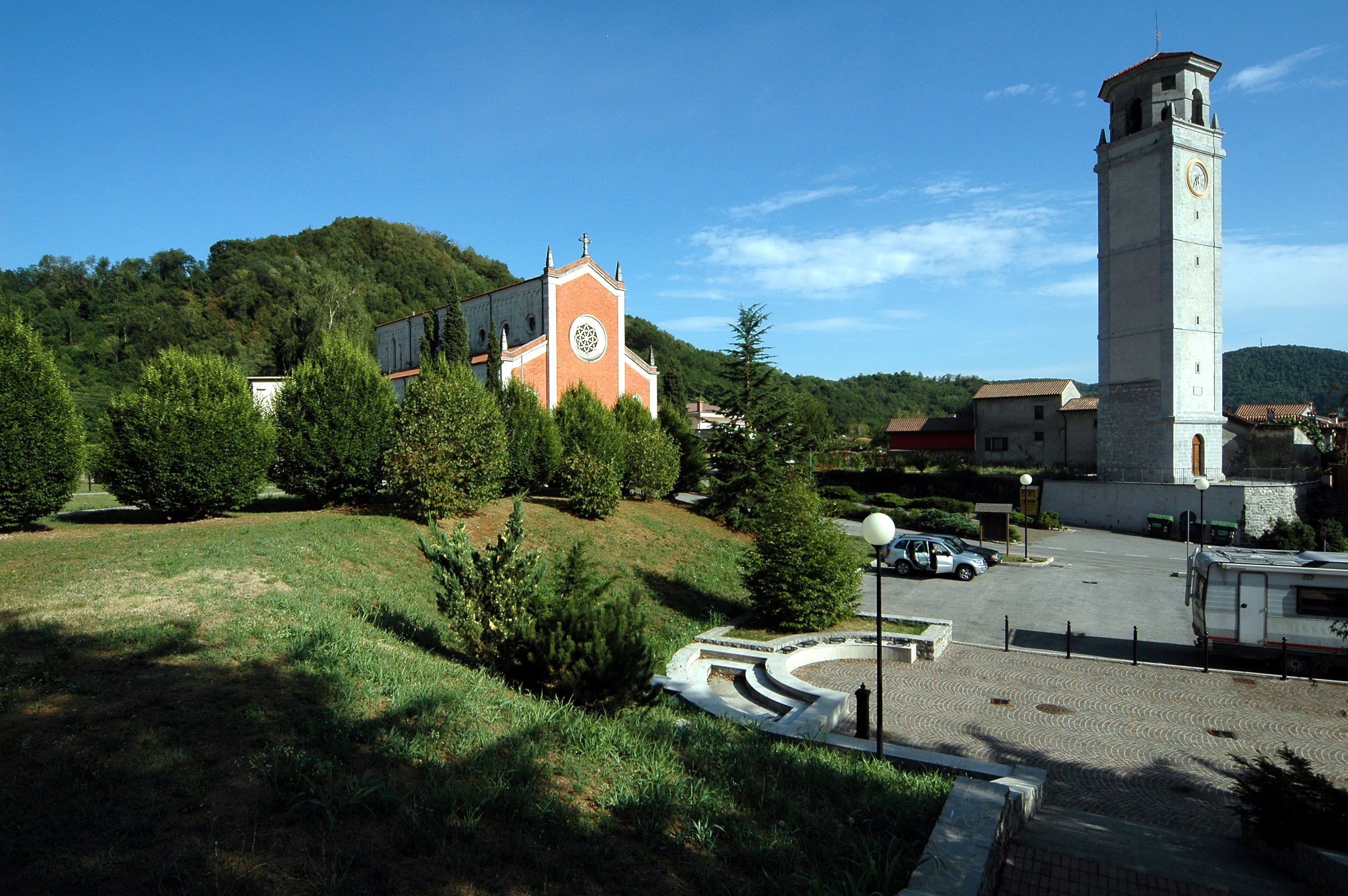
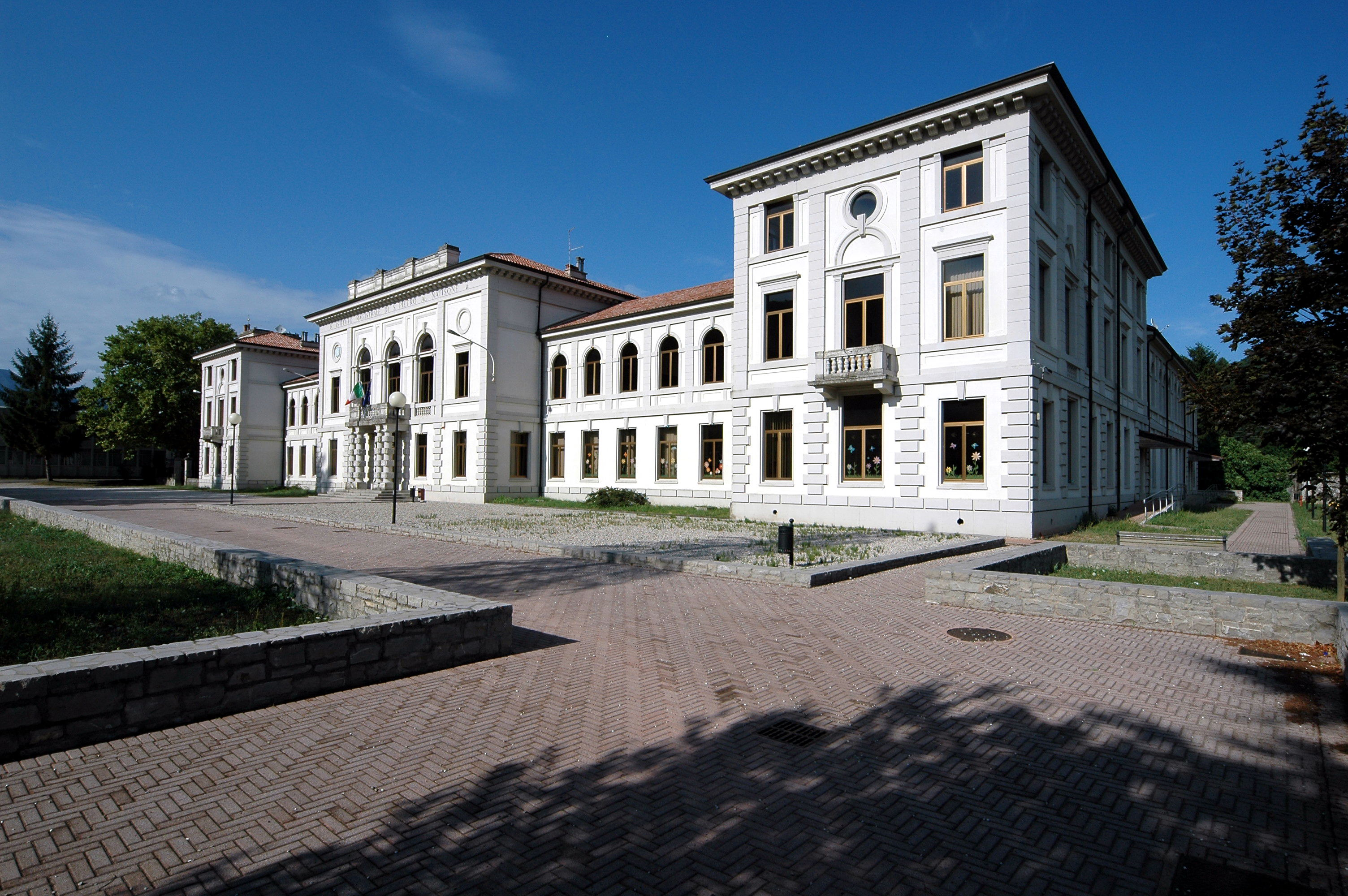
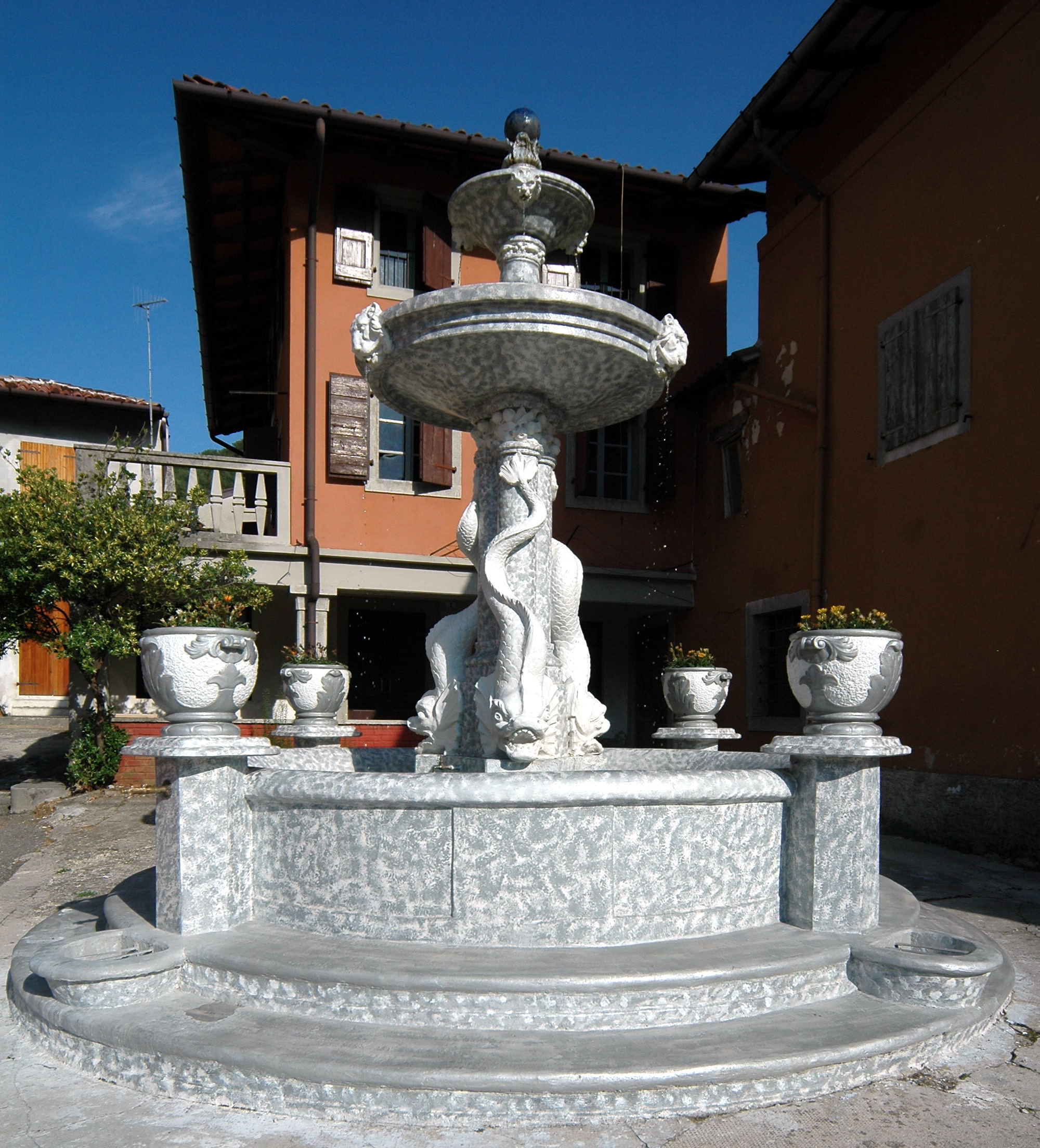